# Las primeras coronas
Las coronas tempranas (Die frühen Kränze) es una colección de poemas del autor austriaco Stefan Zweig publicada en 1906 por la editorial Insel Verlag en Leipzig. Junto a Cuerdas de plata, (Silberne Saiten, 1901) y El amor de Erika Ewald (Die Liebe der Erika Ewald, 1904) son sus primeras obras publicadas.
En sus poemas se percibe su afinidad a poetas románticos contemporáneos como Hugo von Hofmannsthal o Rainer Maria Rilke. También se perciben reflejos de Goethe y Heine.